# Killing Me Softly with His Song
«Killing Me Softly with His Song» (en español: «Matándome suavemente con su canción») es una canción compuesta en el año 1971 por Charles Fox y Norman Gimbel. 
Se inspira en el poema de Lori Lieberman, "Killing Me Softly with His Blues", quien lo escribió después de ver interpretar la canción «Empty Chairs» al entonces desconocido Don McLean (quien luego se haría famoso con su éxito «American Pie»). Don McLean dijo en 1973 que se sorprendió al descubrir que la canción describía su canto y que se sentía muy honrado.
En noviembre de 1971 Lieberman asistió a una actuación de Don McLean en el club nocturno Troubadour de Los Ángeles y escribió notas poéticas en una servilleta de papel mientras McLean interpretaba la canción. Después del concierto, llamó a Gimbel para leerle sus notas y compartir su experiencia de un cantante que llega a lo más profundo de su mundo con su canción.
Lieberman grabó la canción producida por Gimbel y Fox a finales de 1971 y la lanzó como sencillo en 1972.  Esta versión no entró en las listas.
Después de décadas de confirmar la contribución de Lieberman, en 1997  Fox y Gimbel cambiaron su historia sobre los orígenes de "Killing Me Softly with His Song" para restar importancia o descartar la contribución de Lieberman, luego de haberle sido negado el crédito de escritura.

## Versión de Roberta Flack
Dos años después, Roberta Flack interpretaría una nueva versión que la convertiría en un gran éxito, Lanzado en enero de 1973, "Killing Me Softly with His Song" de Flack pasó un total de cinco semanas no consecutivas en el número uno en febrero y marzo en el Billboard Hot 100. La revista Billboard la clasificó como la canción número 3 de 1973.
Roberta Flack escuchó por primera vez la canción en un avión, cuando la original de Lieberman apareció en el programa de audio a bordo. Inmediatamente llamó a Quincy Jones a su casa y le preguntó cómo conocer a Charles Fox. En septiembre de 1972, Flack fue telonera de Jones en el Teatro Griego de Los Ángeles, después de interpretar su canción, el público no paraba de gritar. Y Quincy le dijo: 'Ro, no cantes más esa canción hasta que la grabes".
Flack ganó el Premio Grammy de 1973 a la Grabación del Año y a la Mejor Interpretación Vocal Pop Femenina, por el sencillo, y Gimbel y Fox ganaron el Grammy a la Canción del Año.
En 1996, un remix house de la versión de Flack llegó al número uno en la lista Dance Club Songs de Estados Unidos. 

## Posicionamiento en listas
| Lista (1973–1996)                      | Máxima posición |
| -------------------------------------- | --------------- |
| Alemania (Offizielle Deutsche Charts)  | 30              |
| Argentina                              | 4               |
| Australia (Kent Music Report)          | 1               |
| Austria (Ö3 Austria Top 40)            | 19              |
| Bélgica (Flandes) (Ultratop 50)        | 17              |
| Bélgica (Valonia) (Ultratop 50)        | 33              |
| Canadá (RPM Top Singles)               | 1               |
| Canadá (RPM Adult Contemporary)        | 1               |
| Estados Unidos (Billboard Hot 100)     | 1               |
| Estados Unidos (Hot R&B/Hip-Hop Songs) | 2               |
| Estados Unidos (Adult Contemporary)    | 2               |
| Estados Unidos (Hot Dance Club Songs)  | 1               |
| Estados Unidos (Dance Singles Sales)   | 7               |
| Irlanda (IRMA)                         | 10              |
| Noruega (VG-lista)                     | 4               |
| Países Bajos (Dutch Top 40)            | 3               |
| Reino Unido (UK Singles Chart)         | 6               |
| Suiza (Schweizer Hitparade)            | 32              |

## Personal
Los créditos son una adaptación de AllMusic. 
- Roberta Flack - voz, pianos, arreglos de pistas rítmicas
- Donny Hathaway - armonías vocales
- Eric Gale - guitarras
- Ron Carter - bajo
- Grady Tate - batería
- Ralph MacDonald - congas, percusión, pandereta

## Otras Versiones
Otros muchos artistas han versionado el tema, entre los que se encuentran Perry Como, Shirley Bassey, Lauryn Hill con The Fugees (premiados con un Grammy en 1997), Alicia Keys, Carly Simon, Toni Braxton, Leah McFall , Jessie J o Luther Vandross y Pitingo.  
Este tema ha sido también versionado en español por varios artistas. En España, Tino Casal hizo una versión titulada «Tal como soy», y Pitingo hizo una versión en español que conserva el estribillo en inglés llamada «Killing Me Softly With This Song». En México fue el grupo femenino Pandora el que la versionó con su «Matándome suavemente» consiguiendo gran éxito en su país y en Latinoamérica, y en Argentina y Cuba, fueron Sergio Denis, JAF, El grupo de cuarteto cordobés Chébere y Omara Portuondo quienes lo hicieron con «Matándome suavemente». 
Existen versiones a otras lenguas como la interpretada al gallego por el artista español Enrique Ramil junto al coro Mandala Góspel.